# Moranchel
Moranchel es una localidad española del municipio de Cifuentes, perteneciente a la provincia de Guadalajara, en la comunidad autónoma de Castilla-La Mancha.

## Geografía
Prácticamente situado en el centro de la provincia de Guadalajara, a unos 4 km de Masegoso de Tajuña y a 7 km de Cifuentes. Su término, de unos 13,8 km², se extiende por la vega del curso medio del río Tajuña, con cerros y valles que forman dos arroyos de cierta importancia.

## Historia
Como otros pueblos de la Alcarria, Moranchel y sus alrededores debieron ser zona de asentamientos humanos desde tiempos remotos. Pero solo sabemos con certeza que Moranchel ya existía bastante antes de fines del siglo XII, porque aparece citado en la creación del arciprestazgo de Cifuentes con el nombre de Moranchiel.
La repoblación de Moranchel tendría lugar tras la definitiva reconquista por el rey Alfonso VII de León, a mediados del siglo XII. Quedó bajo la jurisdicción del común de villa y tierra de Atienza. En 1434, gran parte de la tierra de Atienza, incluido Moranchel, fueron dadas por la reina María de Aragón, esposa de Juan II de Castilla, en dote a su doncella, María de Castilla, cuando casó con Gómez Carrillo. En 1525 pasó junto con El Sotillo al cuarto conde de Cifuentes, Fernando de Silva, que las adquirió a Gil de Andrade por dos millones de maravedíes. En 1545, Moranchel es incorporado al mayorazgo del conde de Cifuentes por gracia concedida por el emperador Carlos I. En 1620 pasó a la jurisdicción de los Duques de Pastrana, cuyo título terminaría uniéndose a la casa del Infantado, en la que permaneció hasta la abolición de los señoríos.
Hacia mediados del siglo XIX, el lugar, por entonces con ayuntamiento propio, tenía contabilizada una población de 58 habitantes. La localidad aparece descrita en el decimoprimer volumen del Diccionario geográfico-estadístico-histórico de España y sus posesiones de Ultramar de Pascual Madoz de la siguiente manera:

MORANCHEL: l. con ayunt. en la prov. de Guadalajara (8 leg.), part. jud. de Cifuentes (1), aud. terr. de Madrid (18), c. g. de Castilla la Nueva, dióc. de Sigüenza (5). sit. al pié de una pequeña colina, con libre ventilacion y clima propenso á fiebres intermitentes y tifoideas. Tiene 36 casas; la consistorial; una posada; horno de pan cocer; escuela de instruccion primaria á cargo de un maestro á la vez sacristan, dotado con 15 fan. de trigo; una igl. parr. (El Dulce nombre de Jesús) aneja de la de Masegoso; un cementerio que en nada perjudica á la salubridad; fuera de la pobl. se encuentra una fuente, de la que se surte el vecindario, y segun los esperimentos que se han hecho sus aguas tienen la propiedad de ser vermífugas. térm.: confina con los de Masegoso, las Ibiernas, Cifuentes y Solanillos; dentro de él se encuentran varios manantiales y algunos corrales de encerrar ganado. El terreno, que participa de llano y montuoso, es suave, de poca miga y de secano; comprende un monte poblado de chaparro: bañan el térm. el r. Tajuña, otro riach. de escaso caudal, y un arroyo que se forma de la mencionada fuente. caminos: los que dirigen á los pueblos limítrofes, todos de herradura y en mal estado. correo: se recibe y despacha en la cab. del part. prod.: cereales, legumbres, patatas, cáñamo, vino, leñas y pastos; se cria ganado lanar, vacuno y mular; caza de liebres, conejos, perdices, corzos y algunos lobos y zorras; pesca de truchas, barbos; luinas y anguilas. ind.: la agrícola y un molino harinero. comercio: esportacion del sobrante de frutos é importacion de los artículos que faltan. pobl. 18 vec., 58 alm. cap. prod.: 328,121 rs. imp.: 26,350. contr.: 1,750
(Madoz, 1848, p. 587)

En el siglo XX sufrió los avatares de la guerra civil por encontrarse el pueblo muy próximo al frente. Quedan vestigios de trincheras y los antitanques en el Cerrillo del Moro y de la Vega, obras hechas para  reforzar la margen izquierda del Tajuña.

## Demografía
Evolución de la población
| Gráfica de evolución demográfica de Moranchel entre 2000 y 2020    |
|                                                                    |
| Población de derecho (2000-2016) según el padrón municipal del INE |

## Patrimonio
Localidad situada en la Ruta de la Lana, entre Cifuentes y Las Inviernas, en concreto en la 6.ª etapa que va desde el sureste de Cuenca y recogiendo a peregrinos jacobeos de Valencia y el Levante peninsular, se dirige a Burgos para enlazar allí con el Camino francés con destino a Santiago de Compostela. La 6.ª etapa parte de Cifuentes y acaba en Baides, pasando por Moranchel, Las Inviernas, Mirabueno y Mandayona. Desde antiguo, la agricultura y la ganadería, han sido los recursos económicos de Moranchel.
La iglesia parroquial, dedicada al Dulce Nombre de Jesús, fue construida a finales del siglo XVIII, tras la desaparición de la anterior por un incendio, aunque conserva pequeños detalles del medievo. Es de fábrica de mampostería con remate de sillar en las esquinas. Obra muy sencilla rematada con la espadaña, de estructura barroca. El interior es de una sola nave, en tres tramos, cubierta con bóveda de medio cañón con lunetos; cabecera recta; coro en alto, al pie de la iglesia; pila bautismal de piedra; estela discoidea en el exterior del muro de la sacristía, probablemente del siglo XIII. El contenido del interior es moderno debido a que durante la guerra civil fue quemado todo.  
En Moranchel destaca el cerro que corona el Pico de la Torre. En el otro cerro, el de la Horca, a la izquierda del camino de entrada, en tiempos lejanos se ajusticia a los condenados a muerte.
También son reseñables los murales artísticos, a modo de trampantojos costumbristas, que jalonan varios edificios de la población.